# Grabnik (Drogoszewo)
Grabnik – część wsi Drogoszewo w Polsce, położona w województwie mazowieckim, w powiecie wyszkowskim, w gminie Wyszków.
W latach 1975–1998 Grabnik administracyjnie należał do województwa ostrołęckiego.